# Labastide-en-Val
Labastide-en-Val – miejscowość i gmina we Francji, w regionie Oksytania, w departamencie Aude.
Według danych na rok 1990 gminę zamieszkiwało 58 osób, a gęstość zaludnienia wynosiła 5 osób/km² (wśród 1545 gmin Langwedocji-Roussillon Labastide-en-Val plasuje się na 842. miejscu pod względem liczby ludności, natomiast pod względem powierzchni na miejscu 670.).

## Zabytki
Zabytki w miejscowości posiadające status Monument historique:
- most (pont)